# 四川木姜子
四川木姜子（学名：Litsea moupinensis var. szechuanica）为樟科木姜子属下的一个变种。